# Nesomyrmex simoni
Nesomyrmex simoni (лат.) — вид мелких муравьёв рода Nesomyrmex (Formicidae) из подсемейства Myrmicinae.

## Распространение
Африка (ЮАР).

## Описание
Мелкие муравьи (длина 4—5 мм), похожие на представителей рода Leptothorax. Отличаются от близких видов (Nesomyrmex braunsi и Nesomyrmex saasveldensis) буровато-чёрной окраской, сильно вдавленным промезонотумом, отсутствием отстоящих волосков на проподеуме, более крупными размерами и морщинистой скульптурой тела.
Усики 12-члениковые с булавой из 3 сегментов. Жвалы с 5 зубцами. Проподеум угловатый, с парой коротких шипиков. Стебелёк между грудкой и брюшком состоит из двух члеников: петиолюса и постпетиолюса (последний четко отделен от брюшка), жало развито.

## Систематика
Включён в видовую группу Nesomyrmex simoni (Formicoxenini, или Crematogastrini), для которой характерна выпуклая округлая передняя часть клипеуса, без мелкого срединного треугольного выступа; отсутствие лобных валиков; редуцированные шипики проподеума; петиоль и постпетиоль без латеральных шипиков; гнездятся в земле. Вид был впервые описан в 1895 году итальянским мирмекологом Карло Эмери под первоначальным названием Tetramorium simoni Emery, 1895, с 1924 года в составе рода Tetramyrma, с 1982 года в составе Leptothorax, с 2003 года в составе Nesomyrmex, а его современный валидный статус подтверждён в ходе ревизии, проведённой в 2008 году южно-африканскими энтомологами Нокутула Мбаняна (Nokuthula Mbanyana) и Хэмишем Робертсоном (Hamish G. Robertson; Natural History Collections Department, Южноафриканский изико-музей, Кейптаун, ЮАР) по материалам из Южной Африки.